# Путыръёган
Путыръёган (устар. Пудыр-Юган) — река в Шурышкарском районе Ямало-Ненецкого АО. Устье реки находится в 2 км от устья реки Луппайёган по левому берегу. Длина реки составляет 33 км.

## Притоки
- В 7 км от устья, по левому берегу впадает Юртымъёган.
- В 8 км от устья, по левому берегу впадает Путыръёганъёгарт.

## Данные водного реестра
По данным государственного водного реестра России относится к Нижнеобскому бассейновому округу, водохозяйственный участок реки — Обь от впадения реки Северная Сосьва до города Салехард, речной подбассейн реки — бассейны притоков Оби ниже впадения Северной Сосьвы. Речной бассейн реки — (Нижняя) Обь от впадения Иртыша.
Код объекта в государственном водном реестре — 15020300112115300031906.